# House rules
Nella terminologia dei giochi, soprattutto da tavolo, di carte e di ruolo, l'espressione house rules ("regole della casa") si riferisce a un insieme di regole utilizzate da un certo gruppo, in un certo luogo o da una certa organizzazione, e che differiscono dalle regole ufficiali del gioco stesso. 
In inglese, l'espressione si applica anche a contesti non ludici, per esempio regole di comportamento speciali in determinati luoghi o regolamenti interni di determinate comunità. In tali contesti, l'uso dell'espressione inglese in italiano non è certamente frequente, ma molto possibile.
La creazione di house rules è prevista e addirittura incoraggiata dai progettisti di alcuni giochi. L'esempio più celebre è quello del gioco di ruolo Dungeons & Dragons, che viene quasi sistematicamente "personalizzato" dai gruppi che lo giocano. La documentazione ufficiale del gioco contiene consigli e indicazioni sui modi di personalizzare le regole ufficiali.
Il fenomeno delle house rules è certamente molto diffuso; la maggior parte dei gruppi di "giocatori abituali" ha qualche propria convenzione che sostituisce o estende le regole ufficiali dei giochi utilizzati. Se l'adozione di regole speciali era un tempo un fatto sostanzialmente privato, con l'avvento di Internet, e la successiva nascita di siti Web dedicati ai giochi, chiunque può facilmente pubblicare e far conoscere le proprie house rules per qualsiasi gioco, esponendole a un pubblico potenzialmente internazionale. Attraverso questi mezzi, alcune modifiche alle regole di alcuni giochi sono diventate talmente celebri da risultare quasi altrettanto diffuse (se non più diffuse) delle regole originali.